# René Kollo

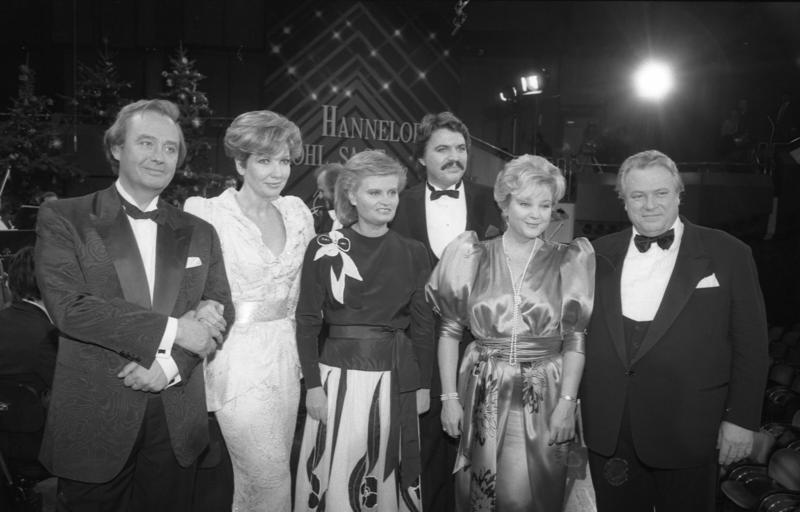
René Kollo syns i bilden längst till vänster. I mitten syns Hannelore Kohl

René Kollo, född 20 november 1937 i Berlin, är en tysk hjältetenor.
Kollo är känd för sin uttrycksfulla och till synes outtröttliga tenorröst och för sina extraordinärt uttrycksfulla tolkningar av kända tenorroller, inte minst Richard Wagners tenorhjältar. Kollo har medverkat i ett betydande antal skivinspelningar och videoupptagningar, framför allt inom tysk opera.